# 883
| 883                |
| ------------------ |
| Dødsfald - Fødsler |
|                    |

| Gregoriansk kalender | 883 DCCCLXXXIII         |
| Ab urbe condita      | 1636                    |
| Armensk kalender     | 332 ԹՎ ՅԼԲ              |
| Kinesiske kalender   | 3579 – 3580 壬寅 – 癸卯 |
| Etiopisk kalender    | 875 – 876               |
| Jødisk kalender      | 4643 – 4644             |
| Hindukalendere       |                         |
| - Vikram Samvat      | 938 – 939               |
| - Shaka Samvat       | 805 – 806               |
| - Kali Yuga          | 3984 – 3985             |
| Iransk kalender      | 261 – 262               |
| Islamisk kalender    | 269 – 270               |

Se også 883 (tal)